# Rallye Dakar 2012
Navigation
Édition précédente Édition suivante
Le Rallye Dakar 2012 est le 34e Rallye Dakar ; il se déroule pour la quatrième année consécutive en Amérique du Sud. Le départ est donné le 1er janvier 2012 à Mar del Plata, après trois départs successifs de Buenos Aires, et le rallye arrive pour la première fois à Lima, au Pérou, pour la première participation de ce pays à ce rallye. Le parcours en ligne d'Argentine au Pérou met un terme au parcours en boucle des trois années précédentes.

## Participants
| Étape | Motos | Autos | Camions | Quads |
| ----- | ----- | ----- | ------- | ----- |
| 1     | 178   | 161   | 74      | 30    |
| 2     | 177   | 159   | 74      | 30    |
| 3     | 166   | 149   | 73      | 29    |
| 4     | 156   | 140   | 72      | 25    |
| 5     | 150   | 138   | 72      | 22    |
| 6     | 150   | 138   | 72      | 22    |
| 7     | 127   | 123   | 67      | 19    |
| 8     | 123   | 113   | 68      | 19    |
| 9     | 120   | 110   | 68      | 18    |
| 10    | 114   | 105   | 67      | 17    |
| 11    | 109   | 101   | 63      | 16    |
| 12    | 106   | 90    | 61      | 13    |
| 13    | 100   | 81    | 60      | 12    |
| 14    | 98    | 79    | 60      | 12    |
| F     | 97    | 78    | 60      | 12    |

## Étapes
Le Rallye Dakar 2012, dont le parcours est dévoilé le 8 novembre 2011 comporte quatorze étapes, six démarrent en Argentine, cinq partent du Chili et trois partent du Pérou, vingt-septième pays traversé depuis le début de la compétition. La course débute à Mar del Plata pour aller à Lima.
| Étape | Date        | Départ                     | Arrivée                    | Spéciale (km)              | Total (km)                 |
| ----- | ----------- | -------------------------- | -------------------------- | -------------------------- | -------------------------- |
| 1     | 1er janvier | Mar del Plata              | Santa Rosa de la Pampa     | 57                         | 820                        |
| 2     | 2 janvier   | Santa Rosa de la Pampa     | San Rafael                 | 290(A) - 295(M)            | 777(A) - 782(M)            |
| 3     | 3 janvier   | San Rafael                 | San Juan                   | 208(A) - 270(M)            | 499(A) - 561(M)            |
| 4     | 4 janvier   | San Juan                   | Chiliceto                  | 326                        | 750                        |
| 5     | 5 janvier   | Chiliceto                  | Fiambalá                   | 177(A) - 265(M)            | 423(A) - 416(M)            |
| 6     | 6 janvier   | Fiambalá                   | Copiapó                    | 247                        | 641                        |
| 7     | 7 janvier   | Copiapó                    | Copiapó                    | 419                        | 573                        |
|       | 8 janvier   | journée de repos à Copiapó | journée de repos à Copiapó | journée de repos à Copiapó | journée de repos à Copiapó |
| 8     | 9 janvier   | Copiapó                    | Antofagasta                | 477                        | 722                        |
| 9     | 10 janvier  | Antofagasta                | Iquique                    | 556                        | 565                        |
| 10    | 11 janvier  | Iquique                    | Arica                      | 377                        | 694                        |
| 11    | 12 janvier  | Arica                      | Arequipa                   | 478(A) - 534(M)            | 598(A) - 705(M)            |
| 12    | 13 janvier  | Arequipa                   | Nazca                      | 245                        | 657(A) - 504(M)            |
| 13    | 14 janvier  | Nazca                      | Pisco                      | 275                        | 375                        |
| 14    | 15 janvier  | Pisco                      | Lima                       | 29                         | 283                        |

## Déroulement de la course autos
À la suite du retrait de l'écurie Volkswagen qui avait outrageusement dominé les éditions précédentes, la compétition auto s'annonce plus ouverte que jamais entre les très nombreuses Mini engagées (Stéphane Peterhansel, Nani Roma, Krystof Holowczyc), les Toyota avec pour leader Giniel de Villiers, vainqueur du rallye en 2009, et les hummers de Robby Gordon et du tenant du titre Nasser Al Attiyah. À noter la présence du revenant Carlos Souza au volant du véhicule de l'équipe Chinoise Great Wall.
Dès le début du rallye, la loi du nombre profite aux Mini qui monopolisent les premières places du général. De son côté, Nasser Al Attiyah, bien que vainqueur des deuxième et septième étapes, perd quasiment toute chance de remporter la course à cause de multiples problèmes mécaniques. Après seulement quelques étapes, Stéphane Peterhansel s'empare des commandes du rallye. Avec la victoire lors de la quatrième étape, il reprend la tête du classement général après l'avoir cédé la veille à Krystof Holowczyc. Derrière lui on retrouve un petit groupe composé de Holowczyc, Roma, De Villiers et Gordon. Mais une fois arrivé en territoire Chilien, les Toyota montrent leurs limites et le sud africain Giniel de Villiers doit se résoudre à l'évidence : son véhicule n'est pas assez performant pour lui permettre de remporter le rallye.
À Copiapo, lieu du jour de repos à mi parcours entre Mar del Plata et Lima, seul le Hummer de Robby Gordon peut encore empêcher l'équipe Mini de s'imposer, voire de réaliser un triplé. Profitant d'une fiabilité qui lui avait fait défaut les années précédentes, l'Américain écrase la concurrence dans le désert d'Atacama, aux côtés d'un Nasser Al Attiyah retrouvé et jouant avant tout les victoires d'étapes. Mais les membres de l'équipe Mini n'auront pas peur trop longtemps. Avant même le passage de la frontière Péruvienne, c'est d'abord Al Attiyah qui abandonne. Le lendemain, c'est son leader Robby Gordon qui se retrouve exclu du rallye pour véhicule non conforme au règlement. L'Américain faisant appel (qui suspend la sanction jusqu'au jugement du Tribunal arbitral du sport (TAS) plusieurs semaines après la fin du rallye), celui-ci peut repartir. Mais dès le lendemain, c'est la mécanique qui trahit le patron de l'équipe Hummer, lequel y abandonne tout espoir de podium. En février, le TAS confirme l'exclusion de l'Américain.
Pendant ce temps là, le duel fait rage en tête de la course entre le Français Stéphane Peterhansel et l'Espagnol Nani Roma. Leader depuis une semaine, le nonuple vainqueur de l'épreuve fait montre d'un sang froid à toute épreuve et résiste jusqu'au bout à son équipier pour aller s'imposer à Lima et rentrer un peu plus dans la légende avec une dixième victoire historique dans le rallye. Derrière, le tant attendu triplé pour l'équipe Mini n'aura pas lieu, en raison des soucis de Krystof Holowcyc qui perd toute chance de bien figurer au classement général à seulement trois jours de l'arrivée. Les malheurs du Polonais profitent à Giniel de Villiers qui est récompensé pour la fiabilité de sa Toyota. En puissance et en vitesse pure il ne pouvait pas rivaliser avec les Hummer et les Mini, mais sa régularité aura fini par payer.

## Résultats

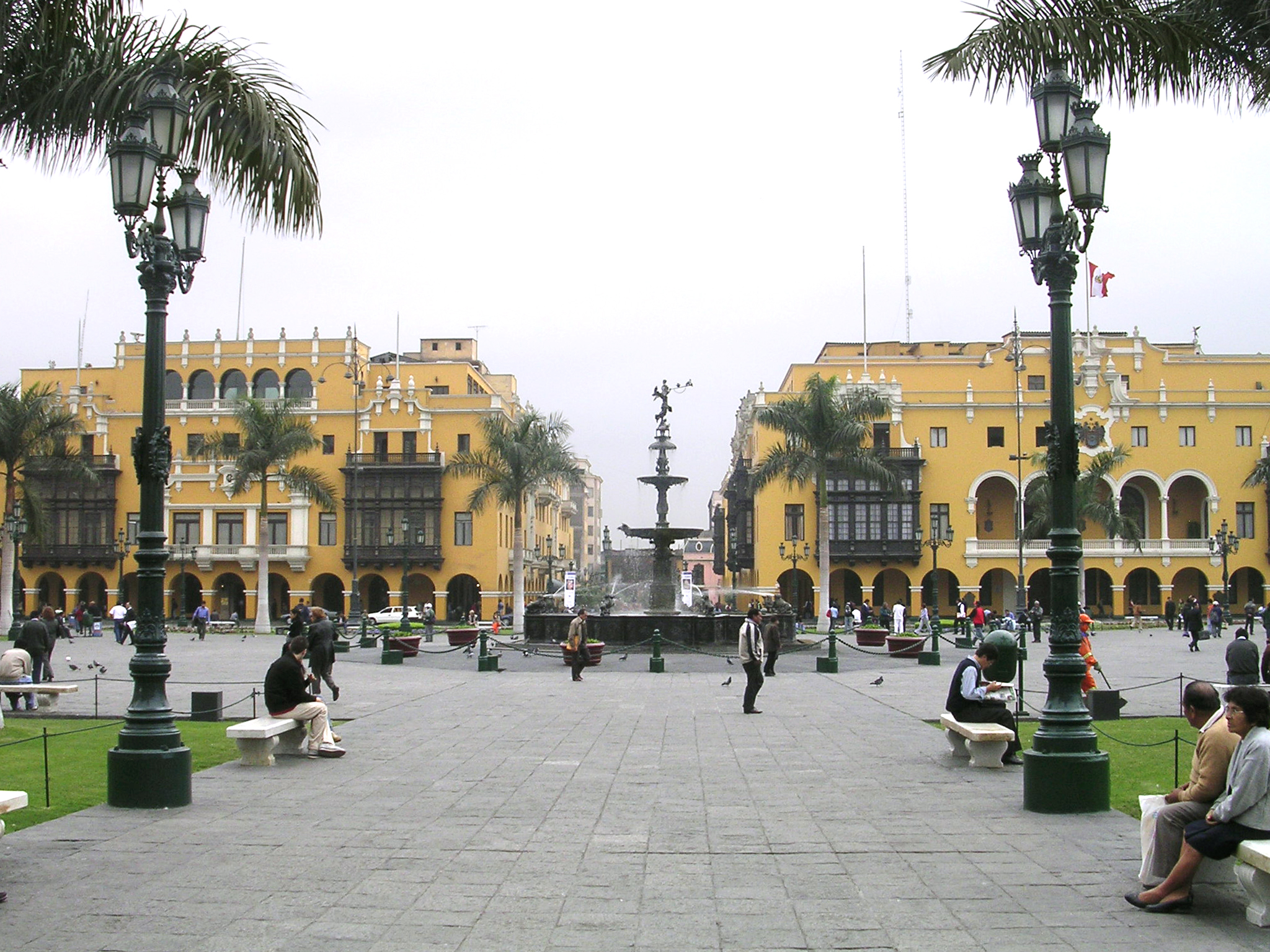
Les gagnants de cette édition ont été récompensés sur la Plaza Mayor de Lima.
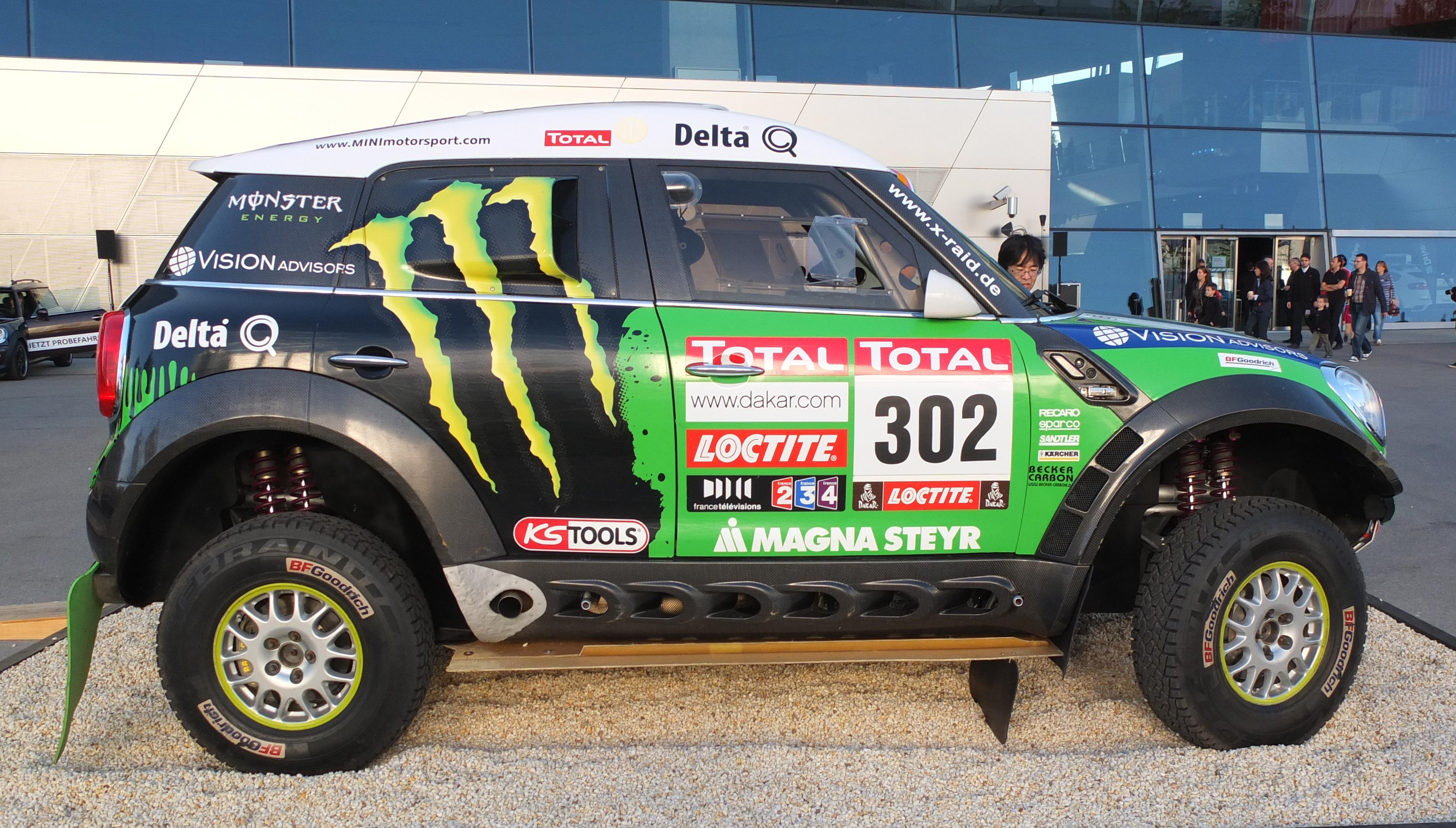
La MINI de Stéphane Peterhansel vainqueur en catégorie auto.
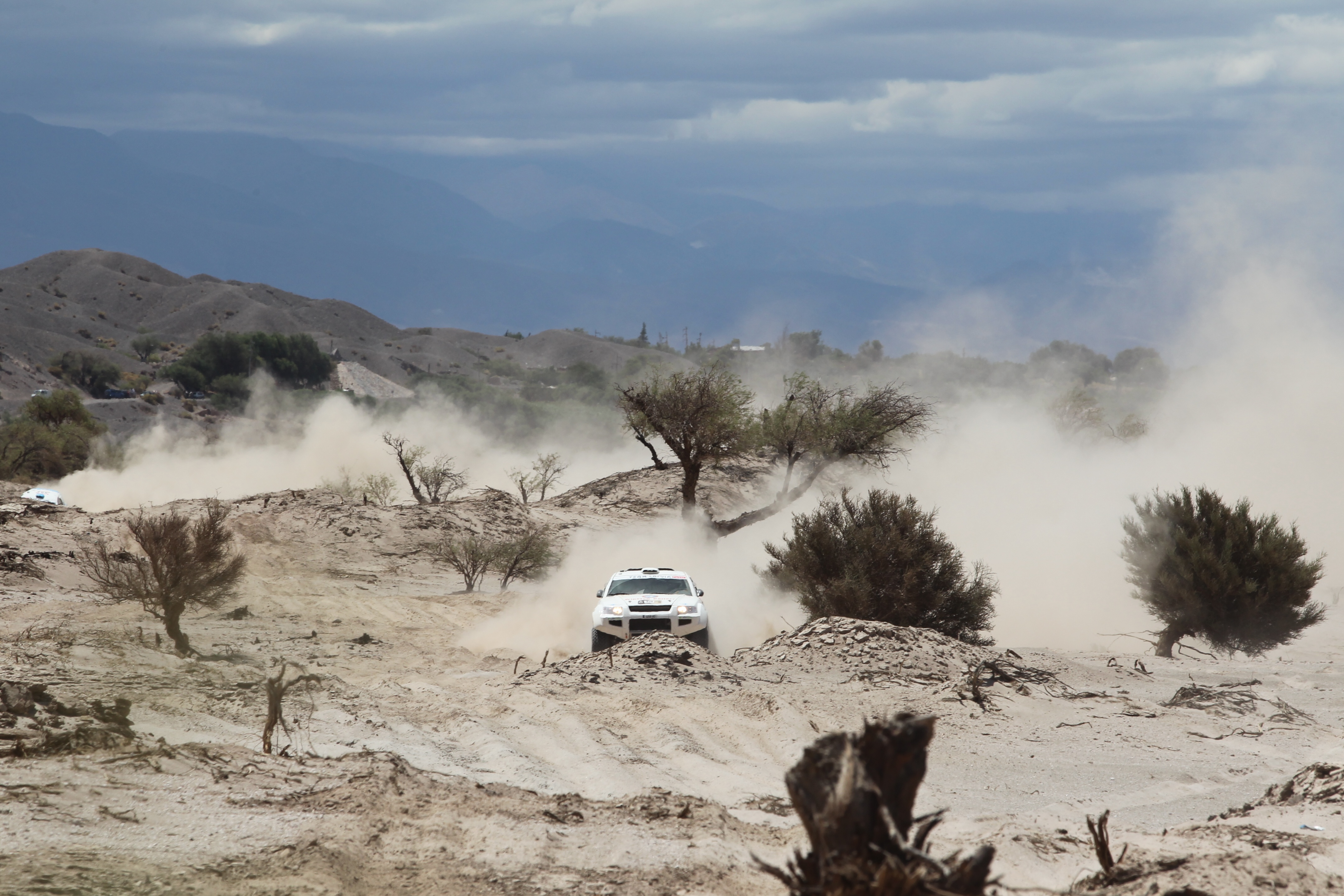
Le letton Māris Saukāns chevauchant dans le fesh-fesh (sorte de sable mou).

### Motos
| Étape | Vainqueur                     | Constructeur | Leader                | Constructeur |
| ----- | ----------------------------- | ------------ | --------------------- | ------------ |
| 1     | Francisco Lopez (CHI)         | Aprilia      | Francisco Lopez (CHI) | Aprilia      |
| 2     | Marc Coma (ESP)               | KTM          | Marc Coma (ESP)       | KTM          |
| 3     | Cyril Despres (FRA)           | KTM          | Cyril Despres (FRA)   | KTM          |
| 4     | Marc Coma (ESP)               | KTM          | Cyril Despres (FRA)   | KTM          |
| 5     | Cyril Despres (FRA)           | KTM          | Cyril Despres (FRA)   | KTM          |
| 6     | Étape annulée                 |              | Étape annulée         |              |
| 7     | Marc Coma (ESP)               | KTM          | Cyril Despres (FRA)   | KTM          |
| 8     | Marc Coma (ESP)               | KTM          | Marc Coma (ESP)       | KTM          |
| 9     | Hélder Rodrigues (POR)        | Yamaha       | Cyril Despres (FRA)   | KTM          |
| 10    | Joan Barreda (ESP)            | Husqvarna    | Cyril Despres (FRA)   | KTM          |
| 11    | Cyril Despres (FRA)           | KTM          | Cyril Despres (FRA)   | KTM          |
| 12    | Marc Coma (ESP)               | KTM          | Marc Coma (ESP)       | KTM          |
| 13    | Hélder Rodrigues (POR)        | Yamaha       | Cyril Despres (FRA)   | KTM          |
| 14    | Pal Anders Ullevalseter (NOR) | KTM          | Cyril Despres (FRA)   | KTM          |

### Autos
| Étape | Vainqueur                                           | Constructeurs    | Leader                                              | Constructeurs    |
| ----- | --------------------------------------------------- | ---------------- | --------------------------------------------------- | ---------------- |
| 1     | Leonid Novitskiy (RUS)/ Andreas Schulz (GER)        | Mini All4 Racing | Leonid Novitskiy (RUS)/ Andreas Schulz (GER)        | Mini All4 Racing |
| 2     | Nasser Al-Attiyah (QAT)/ Lucas Cruz (ESP)           | Hummer           | Stéphane Peterhansel (FRA)/ Jean-Paul Cottret (FRA) | Mini All4 Racing |
| 3     | Nani Roma (ESP)/ Michel Périn (FRA)                 | Mini All4 Racing | Krzysztof Holowczyc (POL)/ Jean-Marc Fortin (BEL)   | Mini All4 Racing |
| 4     | Stéphane Peterhansel (FRA)/ Jean-Paul Cottret (FRA) | Mini All4 Racing | Stéphane Peterhansel (FRA)/ Jean-Paul Cottret (FRA) | Mini All4 Racing |
| 5     | Krzysztof Holowczyc (POL)/ Jean-Marc Fortin (BEL)   | Mini All4 Racing | Stéphane Peterhansel (FRA)/ Jean-Paul Cottret (FRA) | Mini All4 Racing |
| 6     | Étape annulée                                       |                  | Étape annulée                                       |                  |
| 7     | Nasser Al-Attiyah (QAT)/ Lucas Cruz (ESP)           | Hummer           | Stéphane Peterhansel (FRA)/ Jean-Paul Cottret (FRA) | Mini All4 Racing |
| 8     | Nani Roma (ESP)/ Michel Périn (FRA)                 | Mini All4 Racing | Stéphane Peterhansel (FRA)/ Jean-Paul Cottret (FRA) | Mini All4 Racing |
| 9     | Robby Gordon (USA)/ Johnny Campbell (USA)           | Hummer           | Stéphane Peterhansel (FRA)/ Jean-Paul Cottret (FRA) | Mini All4 Racing |
| 10    | Nani Roma (ESP)/ Michel Périn (FRA)                 | Mini All4 Racing | Stéphane Peterhansel (FRA)/ Jean-Paul Cottret (FRA) | Mini All4 Racing |
| 11    | Stéphane Peterhansel (FRA)/ Jean-Paul Cottret (FRA) | Mini All4 Racing | Stéphane Peterhansel (FRA)/ Jean-Paul Cottret (FRA) | Mini All4 Racing |
| 12    | Robby Gordon (USA)/ Johnny Campbell (USA)           | Hummer           | Stéphane Peterhansel (FRA)/ Jean-Paul Cottret (FRA) | Mini All4 Racing |
| 13    | Stéphane Peterhansel (FRA)/ Jean-Paul Cottret (FRA) | Mini All4 Racing | Stéphane Peterhansel (FRA)/ Jean-Paul Cottret (FRA) | Mini All4 Racing |
| 14    | Ricardo Leal dos Santos (POR)/ Paulo Fiúza (POR)    | Mini All4 Racing | Stéphane Peterhansel (FRA)/ Jean-Paul Cottret (FRA) | Mini All4 Racing |

### Quads
| Étape | Vainqueur                  | Constructeurs | Leader                     | Constructeurs |
| ----- | -------------------------- | ------------- | -------------------------- | ------------- |
| 1     | Sergio Lafuente (URU)      | Yamaha        | Sergio Lafuente (URU)      | Yamaha        |
| 2     | Sergio Lafuente (URU)      | Yamaha        | Sergio Lafuente (URU)      | Yamaha        |
| 3     | Pablo Copetti (ARG)        | Yamaha        | Marcos Patronelli (ARG)    | Yamaha        |
| 4     | Tomás Maffei (ARG)         | Yamaha        | Tomás Maffei (ARG)         | Yamaha        |
| 5     | Marcos Patronelli (ARG)    | Yamaha        | Tomás Maffei (ARG)         | Yamaha        |
| 6     | Étape annulée              |               | Étape annulée              |               |
| 7     | Alejandro Patronelli (ARG) | Yamaha        | Alejandro Patronelli (ARG) | Yamaha        |
| 8     | Marcos Patronelli (ARG)    | Yamaha        | Alejandro Patronelli (ARG) | Yamaha        |
| 9     | Alejandro Patronelli (ARG) | Yamaha        | Alejandro Patronelli (ARG) | Yamaha        |
| 10    | Tomás Maffei (ARG)         | Yamaha        | Alejandro Patronelli (ARG) | Yamaha        |
| 11    | Alejandro Patronelli (ARG) | Yamaha        | Alejandro Patronelli (ARG) | Yamaha        |
| 12    | Marcos Patronelli (ARG)    | Yamaha        | Alejandro Patronelli (ARG) | Yamaha        |
| 13    | Tomás Maffei (ARG)         | Yamaha        | Alejandro Patronelli (ARG) | Yamaha        |
| 14    | Tomás Maffei (ARG)         | Yamaha        | Alejandro Patronelli (ARG) | Yamaha        |

### Camions
| Étape | Vainqueur                                                          | Constructeurs | Leader                                                             | Constructeurs |
| ----- | ------------------------------------------------------------------ | ------------- | ------------------------------------------------------------------ | ------------- |
| 1     | Marcel van Vliet (NED) Bell Peter (NED) Serge Bruykenss (BEL)      | MAN           | Marcel van Vliet (NED) Bell Peter (NED) Serge Bruykenss (BEL)      | MAN           |
| 2     | Gerard de Rooy (NED) Darek Rodewald (NED) Tom Colsoul (BEL)        | IVECO         | Gerard de Rooy (NED) Darek Rodewald (NED) Tom Colsoul (BEL)        | IVECO         |
| 3     | Massimo Biasion (ITA) Michel Huisman (NED) Giorgio Albeiro (ITA)   | IVECO         | Artur Ardavichus (KAZ) Alexei Kuzmich (RUS) Nurlan Turlubaev (ITA) | Kamaz         |
| 4     | Gerard de Rooy (NED) Darek Rodewald (NED) Tom Colsoul (BEL)        | IVECO         | Gerard de Rooy (NED) Darek Rodewald (NED) Tom Colsoul (BEL)        | IVECO         |
| 5     | Massimo Biasion (ITA) Michel Huisman (NED) Giorgio Albeiro (ITA)   | IVECO         | Artur Ardavichus (KAZ) Alexei Kuzmich (RUS) Nurlan Turlubaev (ITA) | Kamaz         |
| 6     | Étape annulée                                                      |               | Étape annulée                                                      |               |
| 7     | Gerard de Rooy (NED) Darek Rodewald (NED) Tom Colsoul (BEL)        | IVECO         | Gerard de Rooy (NED) Darek Rodewald (NED) Tom Colsoul (BEL)        | IVECO         |
| 8     | Ales Loprais (CZE) Petre Almasi (CZE) Michael Ernst (CZE)          | IVECO         | Gerard de Rooy (NED) Darek Rodewald (NED) Tom Colsoul (BEL)        | IVECO         |
| 9     | Massimo Biasion (ITA) Michel Huisman (NED) Giorgio Albeiro (ITA)   | IVECO         | Gerard de Rooy (NED) Darek Rodewald (NED) Tom Colsoul (BEL)        | IVECO         |
| 10    | Artur Ardavichus (KAZ) Alexei Kuzmich (RUS) Nurlan Turlubaev (ITA) | Kamaz         | Gerard de Rooy (NED) Darek Rodewald (NED) Tom Colsoul (BEL)        | IVECO         |
| 11    | Andrey Karginov (RUS) Igor Devyatkin (RUS) Andrey Mokeev (RUS)     | Kamaz         | Gerard de Rooy (NED) Darek Rodewald (NED) Tom Colsoul (BEL)        | IVECO         |
| 12    | Gerard de Rooy (NED) Darek Rodewald (NED) Tom Colsoul (BEL)        | IVECO         | Gerard de Rooy (NED) Darek Rodewald (NED) Tom Colsoul (BEL)        | IVECO         |
| 13    | Andrey Karginov (RUS) Igor Devyatkin (RUS) Andrey Mokeev (RUS)     | Kamaz         | Gerard de Rooy (NED) Darek Rodewald (NED) Tom Colsoul (BEL)        | IVECO         |
| 14    | Massimo Biasion (ITA) Michel Huisman (NED) Giorgio Albeiro (ITA)   | IVECO         | Gerard de Rooy (NED) Darek Rodewald (NED) Tom Colsoul (BEL)        | IVECO         |

## Classements finaux

### Motos
| Pos. | Pilote                        | Constructeur          | Temps            | Différence       |
| ---- | ----------------------------- | --------------------- | ---------------- | ---------------- |
| 1    | Cyril Despres (FRA)           | KTM 450 Rally         | 43 h 28 min 11 s | —                |
| 2    | Marc Coma (ESP)               | KTM 450 Rally         | 44 h 21 min 31 s | +53 min 20 s     |
| 3    | Hélder Rodrigues (POR)        | Yamaha WRF 450        | 44 h 39 min 28 s | +1 h 11 min 17 s |
| 4    | Jordi Viladoms (ESP)          | KTM Rally Replica     | 45 h 09 min 07 s | +1 h 40 min 56 s |
| 5    | Stefan Svitko (SVK)           | KTM 450 Rally Replica | 45 h 15 min 39 s | +1 h 47 min 28 s |
| 6    | Pal Anders Ullevalseter (NOR) | KTM 450 R             | 45 h 40 min 07 s | +2 h 11 min 56 s |
| 7    | Gerard Farrés (ESP)           | KTM 450 Rally Replica | 45 h 42 min 33 s | +2 h 14 min 22 s |
| 8    | Alessandro Botturi (ITA)      | KTM 450 Rally Replica | 46 h 27 min 15 s | +2 h 59 min 04 s |
| 9    | Olivier Pain (FRA)            | Yamaha 450 YZF Rally  | 46 h 46 min 01 s | +3 h 17 min 50 s |
| 10   | Felipe Zanol (BRA)            | KTM 450 Replica       | 46 h 54 min 07 s | +3 h 25 min 56 s |

### Autos
| Pos. | Pilote                        | Copilote                 | Constructeur             | Temps            | Différence        |
| ---- | ----------------------------- | ------------------------ | ------------------------ | ---------------- | ----------------- |
| 1    | Stéphane Peterhansel (FRA)    | Jean-Paul Cottret (FRA)  | Mini All4 Racing         | 38 h 54 min 46 s | —                 |
| 2    | Nani Roma (ESP)               | Michel Périn (FRA)       | Mini All4 Racing         | 39 h 36 min 42 s | + 41 min 56 s     |
| 3    | Giniel de Villiers (RSA)      | Dirk Von Zitzewitz (GER) | Toyota Hilux             | 40 h 08 min 11 s | + 1 h 13 min 25 s |
| 4    | Leonid Novitskiy (RUS)        | Andreas Schulz (GER)     | Mini All4 Racing         | 41 h 06 min 40 s | + 2 h 11 min 54 s |
| 5    | Robby Gordon (USA)            | Johnny Campbell (USA)    | Hummer H3                | 41 h 11 min 39 s | + 2 h 16 min 53 s |
| 6    | Lucio Álvarez (ARG)           | Bernardo Graue (ARG)     | Toyota Overdrive         | 43 h 00 min 38 s | + 4 h 05 min 52 s |
| 7    | Carlos Sousa (POR)            | Jean-Pierre Garcin (FRA) | Great Wall Haval Suv     | 43 h 25 min 10 s | + 4 h 30 min 24 s |
| 8    | Ricardo Leal dos Santos (POR) | Paulo Fiúza (POR)        | Mini All4 Racing         | 43 h 58 min 04 s | + 5 h 03 min 18 s |
| 9    | Bernhard ten Brinke (NED)     | Mathieu Baumel (FRA)     | Mitsubishi Racing Lancer | 44 h 06 min 04 s | + 5 h 11 min 18 s |
| 10   | Krzysztof Holowczyc (POL)     | Jean-Marc Fortin (BEL)   | Mini All4 Racing         | 45 h 54 min 24 s | + 6 h 59 min 38 s |

### Quads
| Pos. | Pilote               | Constructeur | Temps            | Différence         |
| ---- | -------------------- | ------------ | ---------------- | ------------------ |
| 1    | Alejandro Patronelli | Yamaha       | 53 h 01 min 51 s | —                  |
| 2    | Marcos Patronelli    | Yamaha       | 54 h 22 min 08 s | + 1 h 20 min 17 s  |
| 3    | Tomas Maffei         | Yamaha       | 55 h 16 min 12 s | + 2 h 14 min 21 s  |
| 4    | Ignacio Casale       | Yamaha       | 59 h 11 min 14 s | + 6 h 09 min 23 s  |
| 5    | Sergio Lafuente      | Yamaha       | 61 h 20 min 57 s | + 8 h 19 min 06 s  |
| 6    | Roberto Tonetti      | Yamaha       | 65 h 45 min 29 s | + 12 h 43 min 38 s |
| 7    | Lucas Bonetto        | Honda        | 66 h 35 min 05 s | + 13 h 33 min 14 s |
| 8    | Daniel Mazzucco      | Can-Am       | 66 h 39 min 50 s | + 13 h 37 min 59 s |
| 9    | Camélia Liparoti     | Yamaha       | 67 h 17 min 01 s | + 14 h 15 min 10 s |
| 10   | Barry Cruces         | Can-Am       | 77 h 04 min 14 s | + 24 h 02 min 23 s |

### Camions
| Pos. | Pilote            | Copilotes                             | Constructeur | Temps            | Différence         |
| ---- | ----------------- | ------------------------------------- | ------------ | ---------------- | ------------------ |
| 1    | Gérard de Rooy    | Tom Colsoul Darek Rodewald            | Iveco        | 45 h 20 min 47 s | —                  |
| 2    | Hans Stacey       | Hans van Goor Bernard der Kinderen    | Iveco        | 46 h 12 min 06 s | + 51 min 19 s      |
| 3    | Artur Ardavichus  | Alexey Kuzmich Nurlan Turlubaev       | Kamaz        | 47 h 08 min 32 s | + 1 h 47 min 45 s  |
| 4    | Andrey Karginov   | Andrey Mokeev Igor Devyatkin          | Kamaz        | 50 h 21 min 57 s | + 5 h 01 min 10 s  |
| 5    | Ilgizar Mardeev   | Vyatcheslav Mizyukaev Dmitry Sotnikov | Kamaz        | 50 h 22 min 37 s | + 5 h 01 min 50 s  |
| 6    | Miki Biasion      | Michel Huisman Giorgio Albiero        | Iveco        | 51 h 51 min 58 s | + 6 h 31 min 11 s  |
| 7    | Martin Kolomy     | René Kilián David Kilián              | Tatra        | 52 h 15 min 02 s | + 6 h 54 min 15 s  |
| 8    | André de Azevedo  | Maykel Justo Jaromír Martinec         | Tatra        | 53 h 06 min 54 s | + 7 h 46 min 07 s  |
| 9    | Teruhito Sugawara | Seiichi Suzuki                        | Hino         | 56 h 00 min 11 s | + 10 h 39 min 24 s |
| 10   | Peter Versluis    | Jurgen Damen Harry Schuurmans         | MAN          | 56 h 33 min 19 s | + 11 h 12 min 32 s |

## Incidents et accidents
- Au cours de la première étape, le pilote argentin Jorge Andrés Martínez Boero meurt d'une crise cardiaque après une chute survenue deux kilomètres avant l'arrivée[13].
- Lors de la deuxième étape, le motard français Bruno Da Costa est gravement blessé en percutant une vache, qui est tuée sur le coup[14],[15].
- La sixième étape, qui devait relier Fiambalá (Argentine) et Copiapó (Chili), est annulée en raison de la fermeture de la frontière entre les deux pays, provoquée par de fortes chutes de neige au col de San Francisco (4 748 m). C'est la première fois qu'une étape est annulée pour cette raison[16].